# Sobiechy (gromada)
Sobiechy – dawna gromada, czyli najmniejsza jednostka podziału terytorialnego Polskiej Rzeczypospolitej Ludowej w latach 1954–1972.
Gromady, z gromadzkimi radami narodowymi (GRN) jako organami władzy najniższego stopnia na wsi, funkcjonowały od reformy reorganizującej administrację wiejską przeprowadzonej jesienią 1954 do momentu ich zniesienia z dniem 1 stycznia 1973, tym samym wypierając organizację gminną w latach 1954–1972.
Gromadę Sobiechy z siedzibą GRN w Sobiechach utworzono – jako jedną z 8759 gromad na obszarze Polski – w powiecie węgorzewskim w woj. olsztyńskim na mocy uchwały nr 28 WRN w Olsztynie z dnia 4 października 1954. W skład jednostki weszły obszary dotychczasowych gromad Ołownik, Pawłowo i Sobiechy ze zniesionej gminy Olszewo (Węgorzewskie) w tymże powiecie. Dla gromady ustalono 10 członków gromadzkiej rady narodowej.
Gromadę zniesiono 1 stycznia 1958, a jej obszar włączono do gromady Olszewo Węgorzewskie w tymże powiecie.